# La Guyonnière
La Guyonnière és un municipi francès situat al departament de Vendée i a la regió de País del Loira. L'any 2007 tenia 2.657 habitants.

## Demografia

### Població
El 2007 la població de fet de La Guyonnière era de 2.657 persones. Hi havia 916 famílies de les quals 168 eren unipersonals (96 homes vivint sols i 72 dones vivint soles), 280 parelles sense fills, 420 parelles amb fills i 48 famílies monoparentals amb fills.
La població ha evolucionat segons el següent gràfic:
Habitants censats

### Habitatges
El 2007 hi havia 985 habitatges, 943 eren l'habitatge principal de la família, 3 eren segones residències i 39 estaven desocupats. 940 eren cases i 35 eren apartaments. Dels 943 habitatges principals, 730 estaven ocupats pels seus propietaris, 207 estaven llogats i ocupats pels llogaters i 6 estaven cedits a títol gratuït; 13 tenien una cambra, 26 en tenien dues, 98 en tenien tres, 215 en tenien quatre i 591 en tenien cinc o més. 814 habitatges disposaven pel capbaix d'una plaça de pàrquing. A 379 habitatges hi havia un automòbil i a 541 n'hi havia dos o més.

### Piràmide de població
La piràmide de població per edats i sexe el 2009 era:
| Homes | Edats   | Dones |
| ----- | ------- | ----- |
| 0     | 95 o +  | 0     |
| 0     | 90 a 94 | 4     |
| 16    | 85 a 89 | 8     |
| 0     | 80 a 84 | 4     |
| 28    | 75 a 79 | 20    |
| 20    | 70 a 74 | 20    |
| 32    | 65 a 69 | 28    |
| 36    | 60 a 64 | 64    |
| 32    | 55 a 59 | 20    |
| 88    | 50 a 54 | 68    |
| 80    | 45 a 49 | 76    |
| 72    | 40 a 44 | 92    |
| 136   | 35 a 39 | 92    |
| 128   | 30 a 34 | 72    |
| 100   | 25 a 29 | 116   |
| 64    | 20 a 24 | 72    |
| 108   | 15 a 19 | 80    |
| 92    | 10 a 14 | 136   |
| 96    | 5 a 9   | 84    |
| 96    | 0 a 4   | 68    |

## Economia
El 2007 la població en edat de treballar era de 1.819 persones, 1.443 eren actives i 376 eren inactives. De les 1.443 persones actives 1.367 estaven ocupades (762 homes i 605 dones) i 76 estaven aturades (25 homes i 51 dones). De les 376 persones inactives 105 estaven jubilades, 161 estaven estudiant i 110 estaven classificades com a «altres inactius».

### Ingressos
El 2009 a La Guyonnière hi havia 976 unitats fiscals que integraven 2.696,5 persones, la mediana anual d'ingressos fiscals per persona era de 17.553 €.

### Activitats econòmiques
Dels 85 establiments que hi havia el 2007, 3 eren d'empreses extractives, 4 d'empreses alimentàries, 11 d'empreses de fabricació d'altres productes industrials, 22 d'empreses de construcció, 13 d'empreses de comerç i reparació d'automòbils, 3 d'empreses de transport, 4 d'empreses d'hostatgeria i restauració, 3 d'empreses financeres, 4 d'empreses immobiliàries, 4 d'empreses de serveis, 6 d'entitats de l'administració pública i 8 d'empreses classificades com a «altres activitats de serveis».
Dels 34 establiments de servei als particulars que hi havia el 2009, 1 era una oficina del servei públic d'ocupació, 1 una oficina bancària, 6 tallers de reparació d'automòbils i de material agrícola, 1 autoescola, 1 paleta, 3 guixaires pintors, 8 fusteries, 6 lampisteries, 2 electricistes, 3 perruqueries, 1 restaurant i 1 saló de bellesa.
Dels 5 establiments comercials que hi havia el 2009, 1 era una botiga de més de 120 m², 3 fleques i 1 una botiga d'electrodomèstics.
L'any 2000 a La Guyonnière hi havia 50 explotacions agrícoles que ocupaven un total de 2.242 hectàrees.

## Equipaments sanitaris i escolars
L'únic equipament sanitari que hi havia el 2009 era una farmàcia.
El 2009 hi havia 2 escoles elementals.

## Poblacions més properes
El següent diagrama mostra les poblacions més properes.